# Hrvoje Iveković
Hrvoje Iveković (Zágráb, 1901. május 9. – Zágráb, 1991. december 13.), horvát kémikus, egyetemi tanár, a Zágrábi Egyetem rektora, akadémikus, a Matica hrvatska elnöke.

## Élete
Zágrábban született 1901-ben. Gimnáziumba Zágrábban és Varasdon járt, majd kémiát tanult Brünnben és Zágrábban a műszaki főiskolán. A Zágrábi Egyetemen diplomázott 1924-ben, majd 1930-ban doktorált. Doktori dolgozatát „Pitke vode na terenu grada Zagreba i okolice” címmel Zágráb város és környéke ívóvízellátásáról írta. 1929 és 1923 között Berlinben tanult. 1927 és 1941 között a zágrábi Higiéniai Intézet laboratóriumi osztályának vezetője volt. 1943 szeptemberétől a második világháború végéig a ZAVNOH (Horvátország Nemzeti Felszabadításának Nemzeti Antifasiszta Tanácsa) egészségügyi osztályán dolgozott. 1945 és 1970 között, nyugdíjazásáig az általános és szervetlen kémia rendes tanára volt a Zágrábi Egyetemen. Kezdeményezésére 1945-ben megalapították a Zágrábi Egyetem Gyógyszerészeti Karát, melynek három cikluson át volt a dékánja. 1954-től 1956-ig a Zágrábi Egyetem rektora volt. 1959-től a Jugoszláv Tudományos és Művészeti Akadémia tagja. 1962 és 1963 között a Horvát Kémiai Társaság elnöke. 1968 és 1970 között a Matica hrvatska elnöke volt. 1976-ban tudományos munkásságáért életműdíjat kapott.

## Munkássága
Tudományos munkásságának területe a víz, valamint az alumínium és vegyületeinek kémiája volt. Vizsgálta Horvátország ivó- és termálvizeit, foglalkozott a tengervíz sótalanításával és a brakkvízből ivóvíz előállításával, valamint tanulmányozta a zágrábi talajvizet. Az alumínium bauxitból történő előállításának kémiáját és technológiáját tanulmányozta. Ő fejlesztette ki az alumínium és néhány ritka fém bauxitból acetil-acetonnal történő extrakciójának eredeti eljárását. Közreműködött tudományos és szakmai közleményekben, valamint egyéb folyóiratokban, kiadványokban és monográfiákban megjelent cikkekben.

## Főbb művei
- Higijena pitke vode (1930.)
- Mijenjanje kemijskog sastava vode Plitvičkih jezera (1958.)
- Unificirana jugoslavenska nomenklatura anorganske kemije (1966.)
- Mineralne i termalne vode SR Hrvatske (1981., társszerző: Renata Peroš)
- Desalinacija (1995., társszerzők: Branko Kunst és Stjepan Ivić)

## Fordítás
Ez a szócikk részben vagy egészben  a   Hrvoje Iveković című horvát Wikipédia-szócikk ezen változatának fordításán alapul.  Az eredeti cikk szerkesztőit annak laptörténete sorolja fel. Ez a jelzés csupán a megfogalmazás eredetét és a szerzői jogokat jelzi, nem szolgál a cikkben szereplő információk forrásmegjelöléseként.